# 林健太郎 (歴史学者)
林 健太郎（はやし けんたろう、1913年〈大正2年〉1月2日 - 2004年〈平成16年〉8月10日）は、昭和期に活動した日本の歴史学者、政治家、評論家。保守派として知られた。専門は西洋史学（近代ドイツ史）。東大教授・文学部長。第20代東大総長、自由国民会議所属参議院議員（1期）を務めた。

## 経歴
出生から修学期
1913年（大正2年）、東京府生まれ。父親は海兵32期の林季樹（旧姓・香取）で、ワシントン軍縮条約での減員対象となり、大佐昇進と同時に予備役編入となり、中学の国語漢文の教師となっていた。
旧制第一高等学校を経て、東京帝国大学文学部西洋史学科に入学。文学部では今井登志喜に師事した。学生時代はマルクス主義に傾倒する左翼学生であった。1935年に卒業。
戦前
東京帝国大学卒業後は、旧制一高教授に就いた。東京大学文学部助教授に転じた。戦時中は反ファッショの論陣を展開。1943年に『独逸近世史研究』を出版し、近代ドイツの政治・社会の特質を解明した。1944年、31歳の時に徴兵され、大日本帝国海軍の一等水兵となった。漢文教師となっていた父・林季樹は戦時中には志願して現役復帰しており、済州島の航空司令を務めていた(父の予備役編入は、健太郎の東京府立第六中学校（現東京都立新宿高等学校）在学時代であった)。そのために、父親のコネで非常に優遇された軍隊生活であったと回想している。
戦後
戦後はマルクス主義から転向し、竹山道雄、高坂正顕らと「日本文化フォーラム」を結成した。その後の評論活動は現実主義の立場から時流を批判する立場を貫き、マルクス主義や進歩的文化人を批判し、左派からはタカ派と称された。『中央公論』1956年11月に「国民的利益と階級的利益」を発表。1954年、文学部教授に昇格。
1968年の東大紛争では、文学部長として全共闘の学生に8日間にわたってカンヅメ状態にされ、学生側と団交を行ったが、学生の要求を全部拒否し、剛直な姿勢を貫き通した（林健太郎監禁事件）。当時の加藤一郎総長代行（のち総長に就任）を支え、後任として1973年から1977年まで第20代東京大学総長を務めた。4年間にわたり学園紛争収拾と東京大学の立て直しに尽力した。
政界進出
1983年6月、参院選の比例区に自民党公認（名簿2位）で出馬し、初当選した（ただし、自民党籍はなく、党友の扱いを受ける自由国民会議の所属であった。このため、当選後の自民党の参議院内会派名は「自由民主党・自由国民会議」とされた）。1989年7月の参院選には出馬せず、1期限りで政界を引退した。その後は日本育英会会長、国際交流基金理事長などを務めた。
2004年8月10日午後1時50分、心不全のため、東京都の自宅で死去した。91歳。

## 受賞・栄典
- 1988年：「戦後の歴史教育の独立を成した」（直後、高等学校地理歴史科が成立）として菊池寛賞を受賞した。
- 1990年：春に勲一等瑞宝章を受章。

## 研究内容・業績
近代ドイツ史の専門家としてドイツの外交史やドイツ革命史の研究で業績をあげたが、その他に論壇での幅広い言論活動でも知られる。
世界史教育ならびに教科書
高校教科書のベストセラーとなった『詳説世界史B』（山川出版社）を共著した著者の一人でもある。1997年1月30日、藤岡信勝、西尾幹二らによって「新しい歴史教科書をつくる会」が設立されると、各界著名人が賛意を表し、同年6月6日時点の賛同者は204人を数えた。林もその中に名を連ねた。
思想
- 保守派の論客であると評価される一方で、太平洋戦争については、以下の様な意見を表明していた。
  - 1930年代以降の日本の行為は、国際連盟規約やパリ不戦条約、民族自決主義など当時既に確立していた国際法、国際倫理に反し、侵略と呼ぶほかはない。
  - 太平洋戦争は日本の他国支配の維持・拡大のための戦争であり、侵略行為の過程で他国との武力衝突を引き起こしたのであり、これを自衛とは言わない。先に自ら殴っておいて、殴り返されたことを以って「自衛行為」とは言えないのと同様である。
  - アジア解放を掲げながら、日本は中国・韓国を解放しなかった。

これらの見解のもと、1996年から1998年にかけて、獨協大学教授（当時）中村粲と、月刊誌『正論』上で論争を展開した。

## 家族・親族
- 父：林季樹は海軍軍人。『近藤真琴先生伝』（攻玉社、1937年）を編纂している。
- 弟：林雄二郎（官僚、未来学者）
- 長男：林洋太郎（三井不動産元副社長、セレスティンホテル社長）
- 次男：林健志（九州大学名誉教授）
- 甥：林望（作家、書誌学者、国文学者）
- 甥：林光（博報堂生活総合研究所元所長）

## 著作
- 『独逸近世史研究』近藤書店 1943
- 『歴史学の方法』白日書院 1948
- 『歴史の流れ 西洋文明小史』若狭書房 1948
  - 新潮文庫 1957
- 『人間と思想の歴史』国立書院 1948
- 『世界の歩み』上下、岩波新書 青版 1949-52、のち改版
- 『近代ドイツの政治と社会 プロイセン改革に関する一研究』 弘文堂 1952
- 『史学概論』有斐閣 1953、新装版1968、1982
- 『近代史の諸相』河出書房 1953
- 『明日への歴史 人間が歴史をつくる』新潮社 1954
  - 新潮文庫 1958
- 『歴史と人間像』河出新書 1956
- 『流れをとらえる』新潮社 1957
- 『現代社会主義の再検討』中央公論社 1958
- 『個性の尊重』新潮社 1958
- 『移りゆくものの影』インテリの歩み』文藝春秋新社 1960
- 『歴史と現実』新潮社 1962
- 『ワイマル共和国 ヒトラーを出現させたもの』中公新書 1963
- 『世界史と日本』新潮社 1965
- 『歴史と政治』有信堂 1965
- 『共産国 東と西』新潮社 1967
- 『二つの大戦の谷間 大世界史22』文藝春秋 1969 
  - 改題『両大戦間の世界』講談社学術文庫 1976
- 『歴史と体験』（人と思想）文藝春秋 1972、選集
- 『ドイツ史論集』中央公論社 1976
- 『赤門うちそと』読売新聞社 1976
- 『プロイセン・ドイツ史研究』東京大学出版会 1977
- 『歴史の精神』実業之日本社 1978
- 『今井登志喜』諏訪史談会 1984
- 『外圧に揺らぐ日本史 教科書問題を考える』光文社カッパ・ホームス 1987
- 『ドイツ革命史 1848・49』山川出版社 1990
- 『昭和史と私』文藝春秋 1992
  - 文春文庫 2002
  - 文春学藝ライブラリー・文庫 2018
- 『歴史からの警告：戦後五十年の日本と世界』中央公論社 1995
  - 中公文庫 1999
- 『わが師 わが旅』KTC中央出版 1996
- 『戦後五十年の反省－国際化時代と日本の将来』原書房 1996
- 『バイエルン革命史 1918-19年』山川出版社 1997

著作集
- 『林健太郎著作集』全4巻、山川出版社 1993

1. 『歴史学と歴史理論』論考5編。ランケ伝、訳「ランケ自伝」を併録
2. 『ドイツ史論文集』論考9編
3. 『ドイツの歴史と文化』評論、解説、随想
4. 『第一次世界大戦後のドイツと世界（ワイマル共和国、両大戦間の世界）』

共編著
- 『概説西洋歴史』亀井高孝共編 大八洲出版 1948
- 『西洋史学入門』大月書店 1949
- 『西洋史研究入門』井上幸治共編 東京大学出版会 1954
- 『人間はどれだけの事をしてきたか』社会編 林孝子共著 新潮社 1957
- 『戦後日本の思想と政治』関嘉彦共著 自由社 1971
- 『原典による歴史学の歩み』澤田昭夫共編著 講談社 1974 
  - 改題『原典による歴史学入門』講談社学術文庫 1982
- 『革命の研究』高木書房 1978
- 『泉は涸れず 丸山勝廣と群馬交響楽団』辻村明共編 毎日新聞社 1998
- 『詳説 世界史』村川堅太郎・江上波夫・山本達郎 共著・監修、山川出版社(高校教科書)

翻訳
- 『ランケ選集』[18]三省堂 1942、千代田書房 1948
- 『英国社会史』チョーサーよりヴィクトリア女王までの六世紀間の眺望（1・2）

G・M・トレヴェリアン、山川出版社 1949-50、監修のみ
- G.P.グーチ『近代史学史』林孝子共訳 吉川弘文館 1955-60。各・上下
  - 改訳版『十九世紀の歴史と歴史家たち』筑摩叢書 1971-74、復刊1985
- ヴァルター・ホーファー『第二次世界戦争前史 1939年夏の国際関係』斉藤孝共訳 御茶の水書房 1958
- 『ランケ自伝』岩波文庫 1966[20]、復刊 1994ほか
- G.P.グーチ『ルイ十五世 ブルボン王朝の衰亡』中央公論社 1994